# Abdullah Al-Buloushi
Abdullah M. H. Al-Buloushi (Kuvaitváros, 1960. február 16. –) kuvaiti labdarúgócsatár.
A kuvaiti válogatott tagjaként részt vett az 1980-as moszkvai olimpián és az 1982-es spanyolországi világbajnokságon.